# Bibcode
Bibcode je identifikační kód používaný ke specifikování odkazu na astronomickou literaturu. Původně byl vyvinut k použití v databázích SIMBAD a NED, ale později získal širší využití, například v Astrophysics Data System spravovaném americkou NASA. Kód má fixní délku 19 znaků ve formě
YYYYJJJJJVVVVMPPPPA,
kde
- YYYY odkazuje na rok,
- JJJJJ odkazuje na publikaci, v níž byl daný text zveřejněn,
- VVVV znamená ročník, v případě, že se jedná o časopis,
- M označuje část časopisu (např. L pro část obsahující dopisy),
- PPPP je číslo první strany článku,
- A je první písmeno z příjmení prvního autora.

Pokud některá pole kódu zůstávají nevyplněná a výsledný kód je kratší než požadovaných 19 znaků, doplní se tečkami (u publikace zprava, u čísla ročníku a strany zleva). Níže jsou uvedeny některé příklady kódu:
| Bibcode             |  | Reference |
| 1974AJ.....79..819H |  | HEINTZ, W. D. Astrometric study of four visual binaries. S. 819–825. The Astronomical Journal [online]. Roč. 79, s. 819–825. Dostupné online. doi:10.1086/111614. Bibcode 1974AJ.....79..819H.                                                         |
| 1924MNRAS..84..308E |  | EDDINGTON, A. S. On the relation between the masses and luminosities of the stars. S. 308–332. Monthly Notices of the Royal Astronomical Society [online]. 1924. Roč. 84, s. 308–332. Dostupné online. Bibcode 1924MNRAS..84..308E.                    |
| 1970ApJ...161L..77K |  | KEMP, J. C.; SWEDLUND, J. B., et al. Discovery of circularly polarized light from a white dwarf. S. L77–L79. The Astrophysical Journal Letters [online]. 1970. Roč. 161, s. L77–L79. Dostupné online. doi:10.1086/180574. Bibcode 1970ApJ...161L..77K. |